# Zenaida aurita
A Zenaida aurita a madarak osztályának  galambalakúak (Columbiformes) rendjébe és a galambfélék (Columbidae) családjába tartozó faj. Anguilla nemzeti madara.

## Rendszerezése
A fajt Coenraad Jacob Temminck holland zoológus írta le 1810-ben, a Columba nembe  Columba Aurita néven.

## Alfajai
- Zenaida aurita aurita (Temminck, 1809)
- Zenaida aurita salvadorii Ridgway, 1916
- Zenaida aurita zenaida (Bonaparte, 1825)[2]

## Előfordulása
Megtalálható Yucatán-félszigeten és a Karibi-szigeteken. Természetes élőhelyei a szubtrópusi vagy trópusi száraz erdők, mangroveerdők és cserjések, sziklás környezetben, valamint szántóföldek és másodlagos erdők. Állandó, nem vonuló faj.

## Megjelenése
Testhossza 31 centiméter, szárnyfesztávolsága 46 centiméter, testtömege 95-194 gramm. A tollazata vöröses, szárnyán néhol fehér vagy fekete és hasa fehér. Csőre szürke és lábai rózsaszínűek. Hangja cooOOoo-coo-coo-coo.

## Életmódja
Magvakkal és rovarokkal táplálkozik.

## Szaporodása

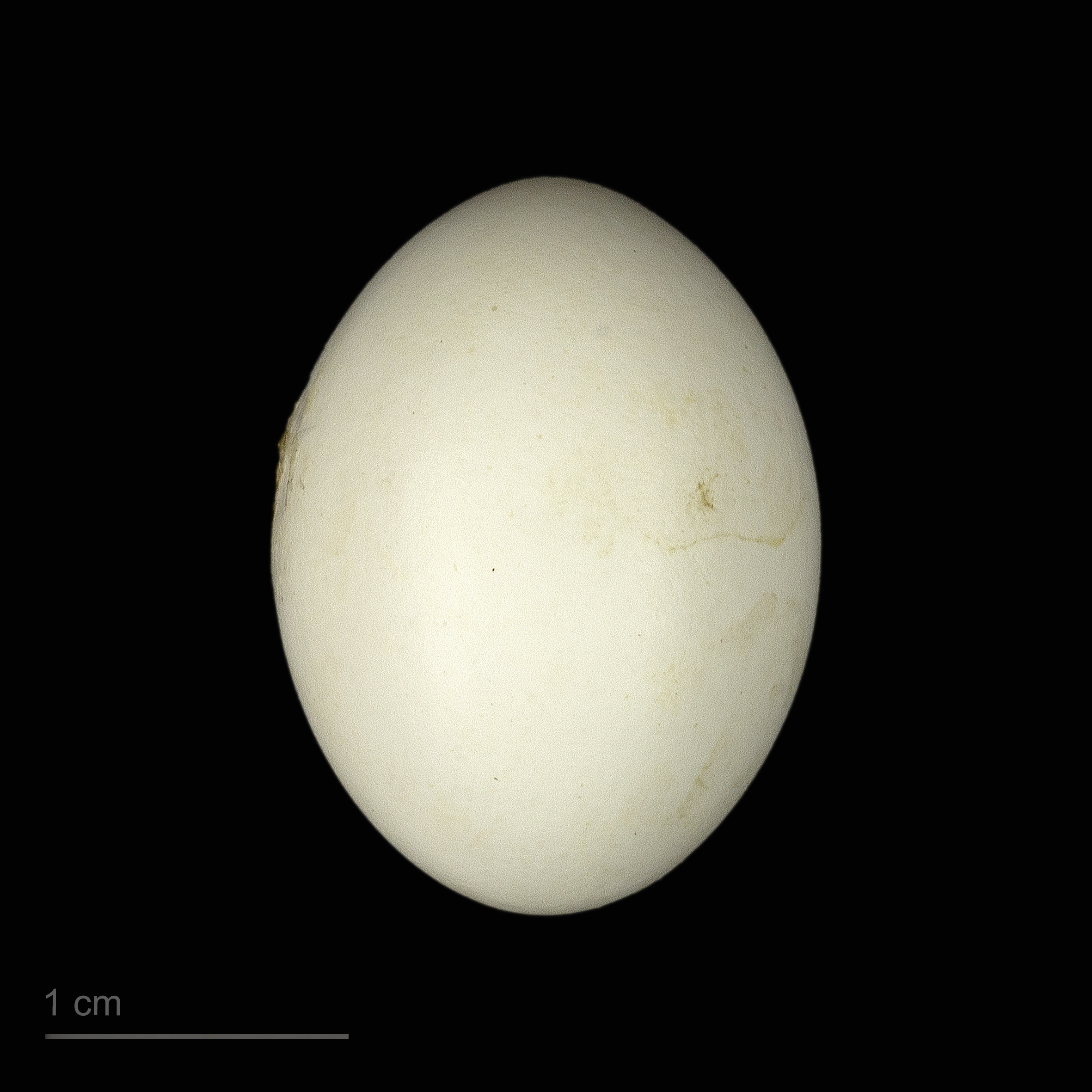
Zenaida aurita aurita

Fészkét fákra vagy cserjékre rakja. Fészekalja 2 fehér tojásból áll, amikből a fiókák két hét alatt kelnek ki, szüleik garattejjel etetik őket. 2 hónaposan már kiröpülnek a fészekből.

## Természetvédelmi helyzete
Az elterjedési területe nagyon nagy, egyedszáma pedig növekszik. A Természetvédelmi Világszövetség Vörös listáján nem fenyegetett fajként szerepel.